# Caspar Hubert Gustav Schulze Pellengahr
Caspar Hubert Gustav Schulze Pellengahr (* 21. November 1825 in Ascheberg; † 19. Dezember 1896 ebenda) war ein deutscher Politiker der Zentrumspartei.

## Leben
Caspar Hubert Gustav Schulze Pellengahr wurde am 21. November 1825 auf seinem elterlichen Hof Haus Steinhorst bei Ascheberg (Westfalen) als ältester Sohn der Eheleute Franz Joseph Adolph Heinrich Schulze Pellengahr und Elisabeth Juliane geb. Moormann geboren. Sein Vater, ein römisch-katholischer Gutsbesitzer, war von 1826 bis zu seinem frühen Tode im Jahre 1829 Mitglied des ersten Westfälischen Landtages in Münster, der dort unter dem preußischen Reformer und Staatsminister a. D. Karl vom und zum Stein erstmals am 29. Oktober 1826 zusammengetreten war.
Hubert wurde von früh an auf die Übernahme des elterlichen land- und forstwirtschaftlichen Betriebes vorbereitet und absolvierte eine landwirtschaftliche Ausbildung, woran sich der Besuch der Provinzial-Gewerbeschule zu Münster anschloss, ehe er den väterlichen Hof in der Davert übernahm. Am 1. Juli 1860 heiratete er Anna Maria Elisabeth gt. Bertha geb. Schulze Eyringhoff, die ihm acht Kinder, sechs Söhne und zwei Töchter, schenkte.
Früh begann er sich in berufsständischen, jagdlichen und kirchlichen Vereinigungen zu engagieren, vertrat seine Heimatgemeinde lange Jahre im Kreistag zu Lüdinghausen und wurde sodann am 5. November 1885 als Vertreter der Zentrumspartei in das Preußische Abgeordnetenhaus zu Berlin gewählt. Er war Abgeordneter des Wahlkreises 205: Münster 5: Lüdinghausen – Beckum – Warendorf. Als Parlamentarier erlebte er unter den Zentrumsführern Ludwig Windthorst und Burghard Freiherr von Schorlemer-Alst die Hochphase des Kulturkampfes unter Reichskanzler Otto von Bismarck, dem er als Katholik mit deutlicher Distanz gegenüberstand. 
Engagiert setzte er sich für den Bau des Dortmund-Ems-Kanales ein und forderte die Stärkung der kommunalen Selbstverwaltung. Kernstück dieses Vorhabens war die Verabschiedung der Westfälischen Provinzialordnung vom 1. August 1886, durch die die bisherigen Westfälischen Provinzialstände in den Westfälischen Provinzialverband übergeleitet wurden, dem nun zusätzliche Aufgaben und Kompetenzen zugewiesen wurden (analog zum Vorgehen in den übrigen preußischen Provinzen). Im engen Zusammenhang hiermit stand die Verabschiedung der von Schulze Pellengahr ebenfalls stark forcierten Kreisordnung für die Provinz Westfalen vom 31. Juli 1886. 
1888 wurde Schulze Pellengahr wiedergewählt. Aus gesundheitlichen Gründen legte er sein Mandat im Juni 1892 nieder. Sein Nachfolger wurde der Amtsgerichtsrat Joseph Willebrand aus Warendorf, der bis 1903 Abgeordneter im Preußischen Abgeordnetenhaus blieb.
Caspar Hubert Gustav Schulze Pellengahr starb am 19. Dezember 1896 in Ascheberg im Alter von 71 Jahren und wurde in der dortigen Familiengruft beigesetzt. Zum Nachfolger in der Bewirtschaftung des Hauses Steinhorst hatte er seinen ältesten Sohn, Heinrich Franz Julius bestimmt. Dieser war ebenso politisch wie berufsständisch vielseitig tätig, u. a. Kreisvorsitzender der Zentrumspartei in Lüdinghausen, Fraktionsvorsitzender im Kreistag zu Lüdinghausen und von 1909 bis 1933 Abgeordneter im Westfälischen Provinziallandtag zu Münster. Gegen Ende der Monarchie wurde Heinrich Franz Julius in Würdigung seiner Verdienste durch den preußischen König Wilhelm II. in den erblichen Freiherrenstand erhoben und führte seitdem den Namen „Schulze Pellengahr Freiherr von Freusberg-Steinhorst“. Dessen Sohn, Hubert Schulze Pellengahr (1899–1985), vertrat von 1949 bis 1961 als CDU-Politiker den Wahlkreis Lüdinghausen-Coesfeld im Deutschen Bundestag.